# Ashley (Australia)
Ashley – miasto w Australii, w stanie Nowa Południowa Walia.